# گاوبازی رودیو

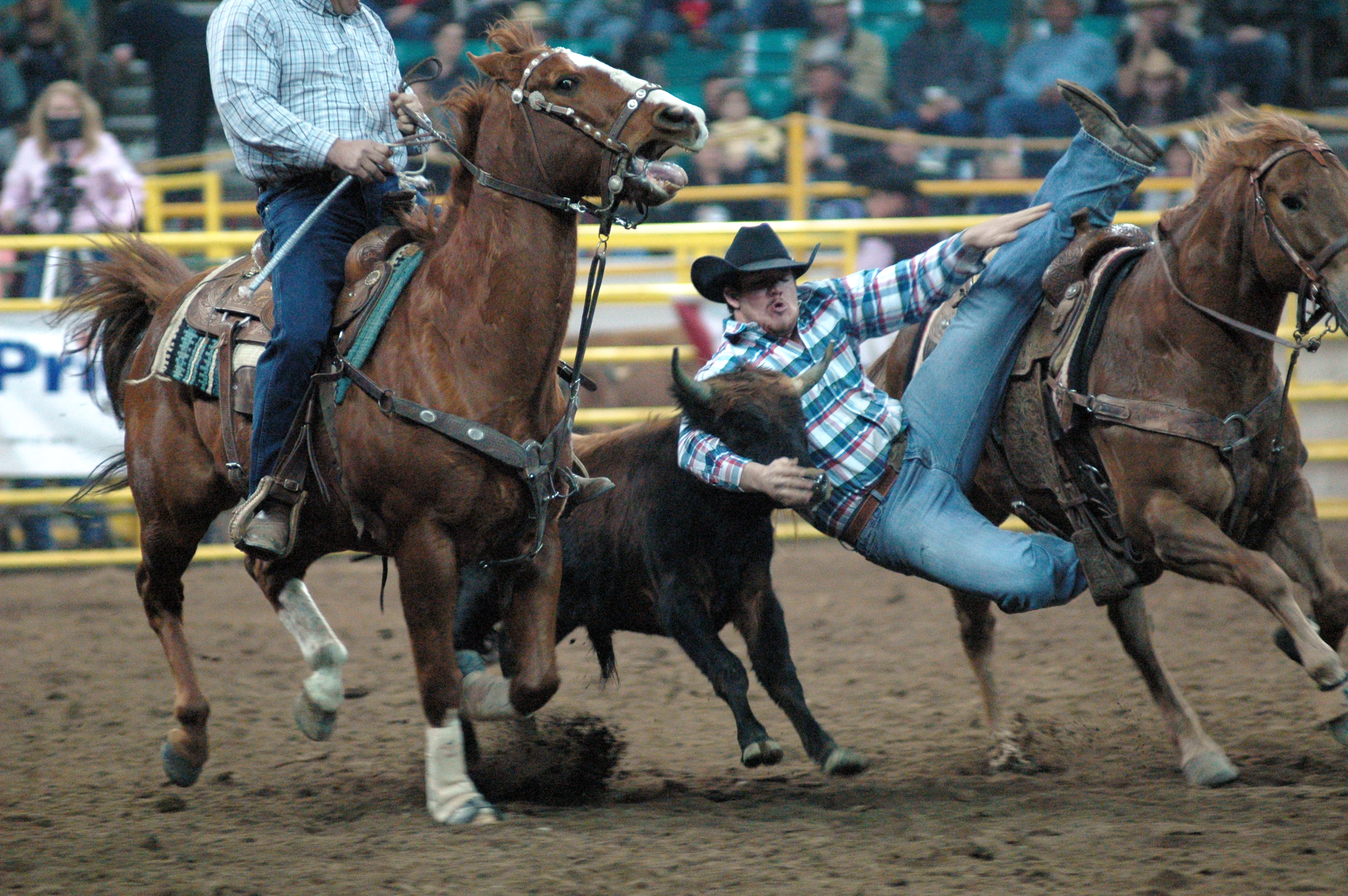

گاوبازی رودیو یا رودئو (به انگلیسی: Rodeo) نام یک ورزش محبوب در کشورهای آمریکایی است.
این ورزش ریشه در کشورهای اسپانیولی همانند مکزیک و غرب آمریکا دارد، ولی امروزه ورزش محبوب کاوبوی‌های کشورهای آمریکای شمالی، آمریکای جنوبی، آمریکای لاتین، و نیز استرالیا ست.
بزرگ‌ترین واقعه این ورزش هر ساله در نوادا در جام نهایی رودیو (National Finals Rodeo) در لاس وگاس برگزار می‌شود.
ورزش رودیو به چند اقسام و نوع تقسیم می‌شود.

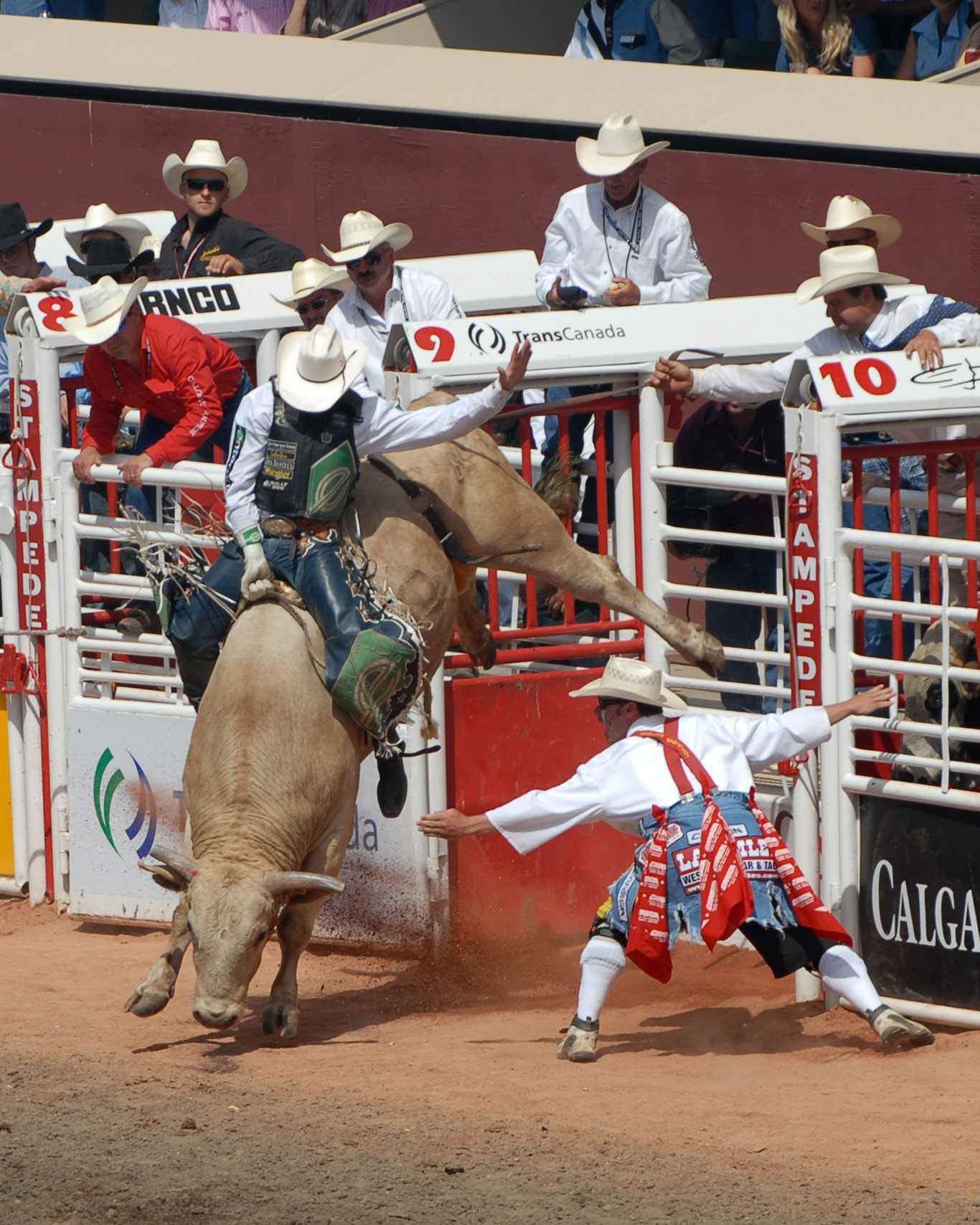

که به دو دسته Timed Events (رشته‌های زمانی) و Roughstock Events (رشته‌های امتیازی) تقسیم می‌شوند. رویدادهای زمان‌بندی‌شده نشان می‌دهند که رقبا برای سریع‌ترین زمان رقابت می‌کنند، در حالی که رویدادهای راف استاک برای بالاترین امتیاز رقابت می‌کنند. سوارکار باید ۸ ثانیه روی حیوان بماند بدون اینکه با دست آزاد به حیوان، خود یا وسایلش دست بزند. در این هشت ثانیه سبک سواری سوارکار و میزان سختی حیوان توسط دو داور ارزیابی می‌شود.

در ایالات متحده آمریکا و کانادا بازی‌های بسیاری برگزار می‌شود. انجمن حرفه‌ای کابوی‌های رودیو (PRCA)، فدراسیونی از سوارکاران حرفه‌ای رودیو، سالانه حدود ۷۰۰ رودیو را سازمان‌دهی می‌کند. کالج‌ها و دبیرستان‌ها نیز میزبان بازی‌های سواری هستند. مسابقات فینال ملی که هر ماه نوامبر به مدت ده روز در لاس وگاس برگزار می‌شود، بهترین رقبا را در هر رشته گرد هم می‌آورد.

همه رشته‌های مدل آمریکایی در مسابقات سوارکاری رودیو آلمان انجام نمی‌شوند و رشته‌های فردی به دلایل رفاه حقوق حیوانات اجرا نمی‌شوند.
رشته‌های زیر در آلمان برگزار می‌شوند
رویدادهای زمان‌بندی‌شده
- مسابقه بشکه‌ای
- خم شدن میله‌ها
- مسابقه نجات
- طناب زدن گوساله

رویدادهای آزاد
- سواری برهنه
- زین برانک سواری
- گاو سواری